# Podnoszenie ciężarów na Letnich Igrzyskach Olimpijskich 2016 – waga do 48 kg kobiet
Rywalizacja w wadze do 48 kg kobiet w podnoszeniu ciężarów na Letnich Igrzyskach Olimpijskich 2016 została rozegrana 6 sierpnia na obiekcie Riocentro.

## Terminarz
Wszystkie godziny podane są w czasie brazylijskim (UTC-03:00) oraz polskim (CEST).
| Data            | Godzina rozpoczęcia | Godzina rozpoczęcia |         |
| Data            | UTC-03:00           | CEST                |         |
| --------------- | ------------------- | ------------------- | ------- |
| 6 sierpnia 2016 | 19:50               | 00:50               | Grupa A |

## Rekordy
Przed rozpoczęciem zawodów aktualny rekord świata i rekord olimpijski był następujący:
| WR | Rwanie  | Yang Lian     | 98 kg  | Santo Domingo | 1 października 2006 |
| WR | Podrzut | Nurcan Taylan | 121 kg | Antalya       | 17 września 2010    |
| WR | Suma    | Yang Lian     | 217 kg | Santo Domingo | 1 października 2006 |
| OR | Rwanie  | Nurcan Taylan | 97 kg  | Ateny         | 14 sierpnia 2004    |
| OR | Podrzut | Chen Xiexia   | 117 kg | Pekin         | 9 sierpnia 2008     |
| OR | Suma    | Chen Xiexia   | 212 kg | Pekin         | 9 sierpnia 2008     |

## Wyniki
| Pozycja | Grupa | Zawodnik              | Reprezentacja     | Waga     | Rwanie | Rwanie | Rwanie | Podrzut | Podrzut | Podrzut | Wynik | Uwagi |
| Pozycja | Grupa | Zawodnik              | Reprezentacja     | Waga     | 1      | 2      | 3      | 1       | 2       | 3       | Wynik | Uwagi |
| ------- | ----- | --------------------- | ----------------- | -------- | ------ | ------ | ------ | ------- | ------- | ------- | ----- | ----- |
| 1       | A     | Sopita Tanasan        | Tajlandia         | 47,91 kg | 88     | 90     | 92     | 106     | 108     | 110     | 200   |       |
| 2       | A     | Sri Wahyuni Agustiani | Indonezja         | 47,25 kg | 82     | 85     | 87     | 107     | 115     | 115     | 192   |       |
| 3       | A     | Hiromi Miyake         | Japonia           | 47,95 kg | 81     | 81     | 81     | 105     | 107     | 107     | 188   |       |
| 4       | A     | Beatriz Pirón         | Dominikana        | 47,50 kg | 85     | 87     | 87     | 102     | 105     | 105     | 187   |       |
| 5       | A     | Margarita Jelisiejewa | Kazachstan        | 47,72 kg | 80     | 84     | 84     | 103     | 106     | 106     | 186   |       |
| 6       | A     | Morghan King          | Stany Zjednoczone | 47,79 kg | 80     | 82     | 83     | 100     | 103     | 103     | 183   |       |
| 7       | A     | Chen Wei-ling         | Chińskie Tajpej   | 47,13 kg | 75     | 79     | 81     | 99      | 100     | 100     | 181   |       |
| 8       | A     | Julija Paratowa       | Ukraina           | 47,74 kg | 84     | 86     | 86     | 95      | 95      | 98      | 179   |       |
| 9       | A     | Roilya Ranaivosoa     | Mauritius         | 47,90 kg | 73     | 78     | 80     | 93      | 98      | 100     | 173   |       |
| 10      | A     | Dżangył Okojewa       | Kirgistan         | 47,56 kg | 68     | 72     | 75     | 92      | 97      | 101     | 169   |       |
| -       | A     | Mirabai Chanu         | Indie             | 47,77 kg | 82     | 82     | 84     | 104     | 106     | 106     | 82    |       |
| -       | A     | Vương Thị Huyền       | Wietnam           | 47,84 kg | 83     | 84     | 84     | -       | -       | -       | -     | DNF   |

## Źródła
- Wyniki Podnoszenia ciężarów na stronie igrzysk. rio2016.com. [zarchiwizowane z tego adresu (2016-09-22)].